# Pommier (Pas-de-Calais)
Pour les articles homonymes, voir Pommier.
Pommier est une commune française située dans le département du Pas-de-Calais en région Hauts-de-France. Ses habitants sont appelés les Pommiérois. La commune est membre de la communauté de communes des Campagnes de l'Artois.

## Géographie

### Localisation
Localisée dans le sud-est du département du Pas-de-Calais, Pommier est une commune rurale située, à vol d'oiseau, à 11 km au sud-est de la commune d’Avesnes-le-Comte et à 17 km au sud-ouest de la commune d’Arras (aire d'attraction, chef-lieu d'arrondissement et préfecture du Pas-de-Calais).
Le territoire de la commune est limitrophe de ceux de cinq communes.
Les communes limitrophes sont  Bailleulmont, Berles-au-Bois, Bienvillers-au-Bois, Humbercamps et Saint-Amand.

### Géologie et relief
La superficie de la commune est de 5,82 km2 ; son altitude varie de 143  à   172 mètres.

### Hydrographie
La commune est située dans le bassin Artois-Picardie. Elle n'est drainée par aucun cours d'eau,.

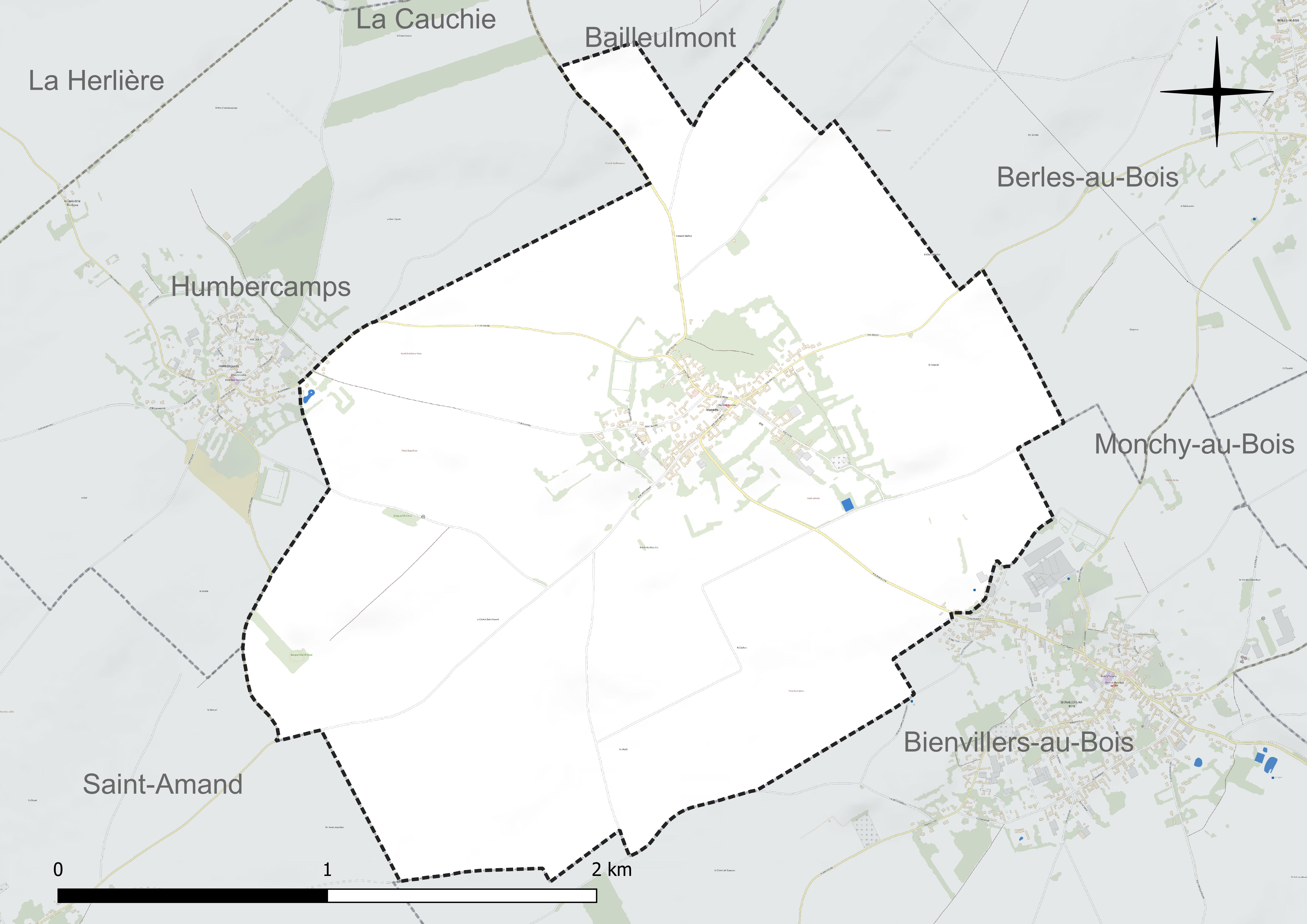
Réseau hydrographique de Pommier.

### Climat
Pour des articles plus généraux, voir Climat des Hauts-de-France et Climat du Nord-Pas-de-Calais.
En 2010, le climat de la commune est de type climat des marges montargnardes, selon une étude du Centre national de la recherche scientifique (CNRS) s'appuyant sur une série de données couvrant la période 1971-2000. En 2020, Météo-France publie une typologie des climats de la France métropolitaine dans laquelle la commune est exposée à un climat océanique et est dans la région climatique Nord-est du bassin Parisien, caractérisée par un ensoleillement médiocre, une pluviométrie moyenne régulièrement répartie au cours de l'année et un hiver froid (3 °C).
Pour la période 1971-2000, la température annuelle moyenne est de 9,8 °C, avec une amplitude thermique annuelle de 14,1 °C. Le cumul annuel moyen de précipitations est de 878 mm, avec 12,7 jours de précipitations en janvier et 9,6 jours en juillet. Pour la période 1991-2020, la température moyenne annuelle observée sur la station météorologique la plus proche, située sur la commune de Saulty à 6 km à vol d'oiseau, est de 10,4 °C et le cumul annuel moyen de précipitations est de 899,7 mm,. Pour l'avenir, les paramètres climatiques de la commune estimés pour 2050 selon différents scénarios d'émission de gaz à effet de serre sont consultables sur un site dédié publié par Météo-France en novembre 2022.

### Paysages
Pour un article plus général, voir Paysage en France.
La commune est située dans le paysage régional des grands plateaux artésiens et cambrésiens tel que défini dans l'atlas des paysages de la région Nord-Pas-de-Calais, conçu par la direction régionale de l'Environnement, de l'Aménagement et du Logement (DREAL),. Ce paysage régional, qui concerne 238 communes, est dominé par les « grandes cultures » de céréales et de betteraves industrielles qui représentent 70 % de la surface agricole utilisée (SAU).

### Milieux naturels et biodiversité
L’Inventaire national du patrimoine naturel (INPN) recense plusieurs espèces faunistiques et floristiques sur le territoire de la commune dont certaines sont protégées et d’autres menacées et quasi-menacées.

## Urbanisme

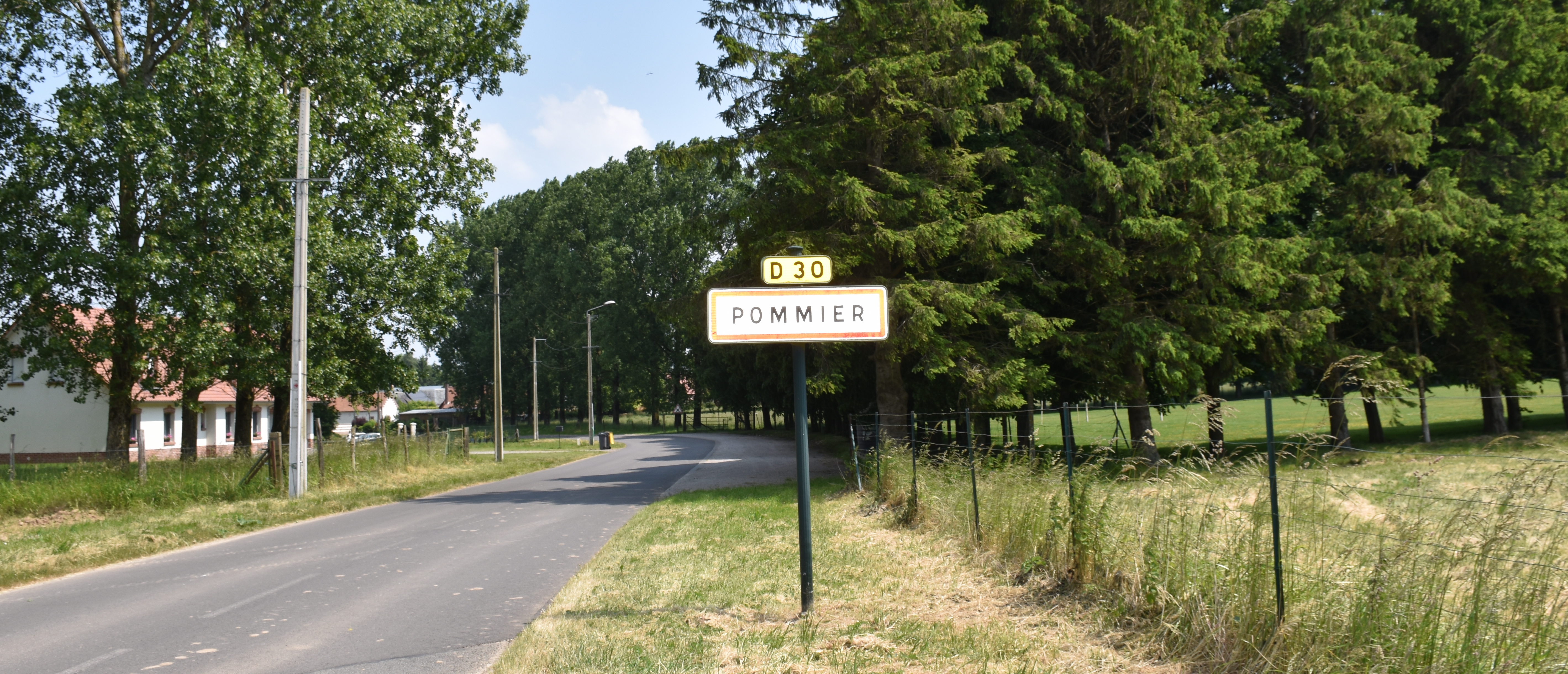
Une entrée de la commune.

### Typologie
Au 1er janvier 2024, Pommier est catégorisée commune rurale à habitat dispersé, selon la nouvelle grille communale de densité à sept niveaux définie par l'Insee en 2022.
Elle est située hors unité urbaine. Par ailleurs la commune fait partie de l'aire d'attraction d'Arras, dont elle est une commune de la couronne,. Cette aire, qui regroupe 163 communes, est catégorisée dans les aires de 50 000 à moins de 200 000 habitants,.

### Occupation des sols
L'occupation des sols de la commune, telle qu'elle ressort de la base de données européenne d'occupation biophysique des sols Corine Land Cover (CLC), est marquée par l'importance des territoires agricoles (95 % en 2018), une proportion identique à celle de 1990 (95 %). La répartition détaillée en 2018 est la suivante : 
terres arables (81,4 %), prairies (13,6 %), zones urbanisées (5 %). L'évolution de l'occupation des sols de la commune et de ses infrastructures peut être observée sur les différentes représentations cartographiques du territoire : la carte de Cassini (XVIIIe siècle), la carte d'état-major (1820-1866) et les cartes ou photos aériennes de l'IGN pour la période actuelle (1950 à aujourd'hui).

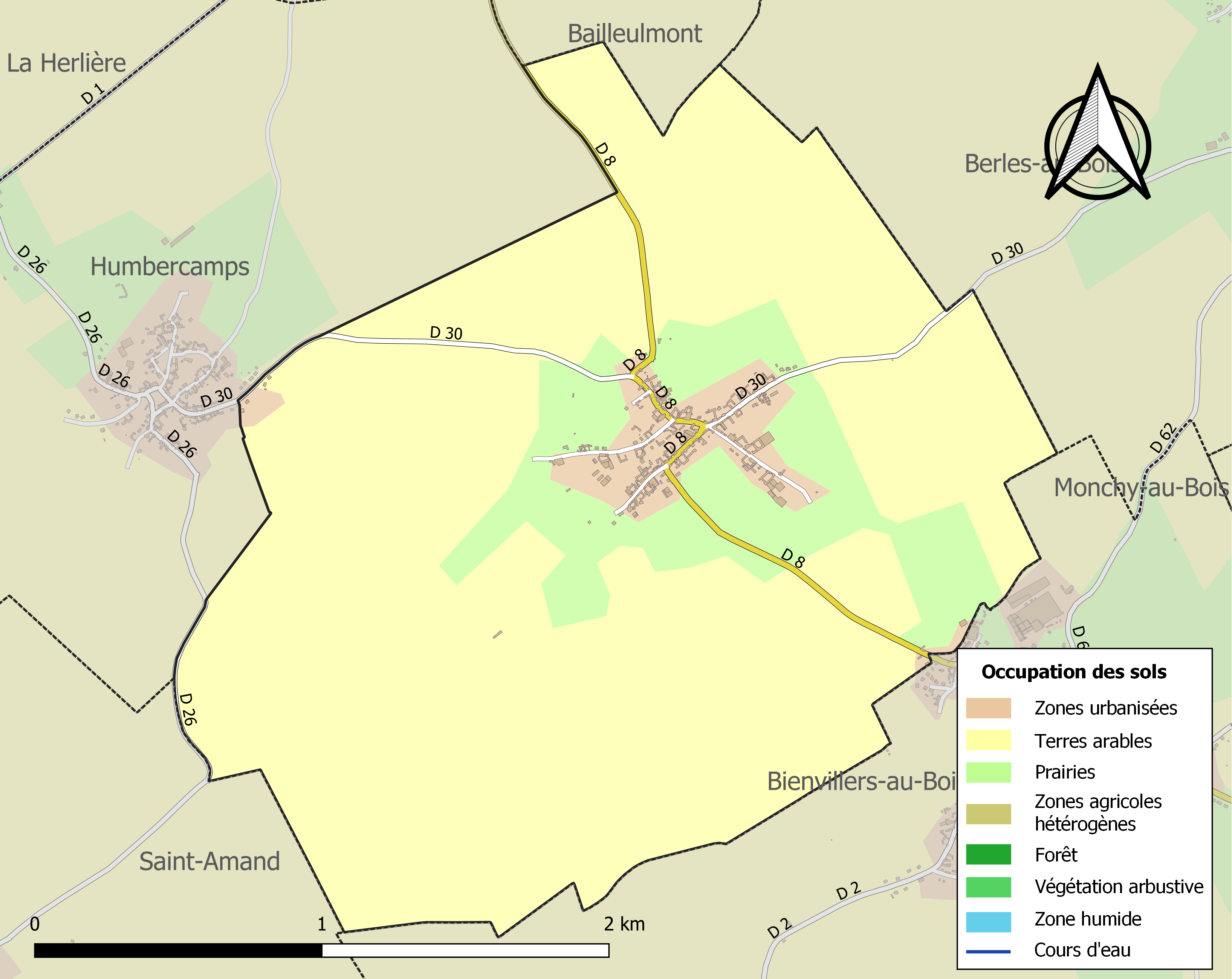
Carte des infrastructures et de l'occupation des sols de la commune en 2018 (CLC).

## Toponymie
Le nom de la localité est attesté sous les formes Pomeriæ en 752-757 ; Pumiers en 1171 ; Pumers en 1430 ; Pommiers en 1512 ; Peumiers en 1539 ; Pummiers en 1545 ; Pommières en 1613 ; Pomières au XVIIIe siècle ; Pommier en 1793 et depuis 1801.
De l'ancien français pumer (« pommier »), du bas latin pomarius (« pommier »), du latin classique pomarium (« verger »).

## Histoire

### Première Guerre mondiale
Pendant la Première Guerre mondiale, en octobre 1914, l'état-major de la 21e brigade d'infanterie commandée par un colonel, est situé sur la commune ; le front est à proximité : Berles-au-Bois, Bienvillers-au Bois, Hannescamps, Monchy-au-Bois...
Le 20 octobre 1914, le général Édouard de Castelnau, responsable en chef de la région, accompagné de ministres anglais, vient visiter le secteur.
Fin octobre 1914, des troupes relevées du front cantonnent à Pommier.
La commune est décorée de la croix de guerre 1914-1918 par décret du 23 septembre 1920, distinction également attribuée à 276 autres communes du Pas-de-Calais.

## Politique et administration

### Découpage territorial
La commune se trouve dans l'arrondissement d'Arras du département du Pas-de-Calais.

#### Commune et intercommunalités
La commune est membre de la communauté de communes des Campagnes de l'Artois qui regroupe 96 communes et totalise 33 141 habitants en 2021.

#### Circonscriptions administratives
La commune est rattachée au canton d'Avesnes-le-Comte.

#### Circonscriptions électorales
Pour l'élection des députés, la commune fait partie de la première circonscription du Pas-de-Calais.

### Élections municipales et communautaires

#### Liste des maires
| Période                                  | Période                    | Identité      | Étiquette | Qualité                                                                                     |
| ---------------------------------------- | -------------------------- | ------------- | --------- | ------------------------------------------------------------------------------------------- |
| Les données manquantes sont à compléter. |                            |               |           |                                                                                             |
| mars 2001                                | 2008                       | Charles Bray  |           |                                                                                             |
| mars 2008                                | 2014                       | Gérard Lièvre |           |                                                                                             |
| 2014                                     | En cours (au 2 avril 2022) | Serge Leu     |           | Cadre de l'industrie retraité Élu pour le mandat 2014-2020, Réélu pour le mandat 2020-2026, |

## Population et société

### Démographie
Les habitants sont appelés les Pommiérois.

#### Évolution démographique
L'évolution du nombre d'habitants est connue à travers les recensements de la population effectués dans la commune depuis 1793. Pour les communes de moins de 10 000 habitants, une enquête de recensement portant sur toute la population est réalisée tous les cinq ans, les populations de référence des années intermédiaires étant quant à elles estimées par interpolation ou extrapolation. Pour la commune, le premier recensement exhaustif entrant dans le cadre du nouveau dispositif a été réalisé en 2007.

En 2022, la commune comptait 241 habitants, en évolution de +3,43 % par rapport à 2016 (Pas-de-Calais : −0,72 %, France hors Mayotte : +2,11 %).
| 1793 | 1800 | 1806 | 1821 | 1831 | 1836 | 1841 | 1846 | 1851 |
| ---- | ---- | ---- | ---- | ---- | ---- | ---- | ---- | ---- |
| 403  | 387  | 442  | 471  | 512  | 493  | 489  | 473  | 471  |

| 1856 | 1861 | 1866 | 1872 | 1876 | 1881 | 1886 | 1891 | 1896 |
| ---- | ---- | ---- | ---- | ---- | ---- | ---- | ---- | ---- |
| 451  | 471  | 464  | 453  | 433  | 414  | 435  | 403  | 385  |

| 1901 | 1906 | 1911 | 1921 | 1926 | 1931 | 1936 | 1946 | 1954 |
| ---- | ---- | ---- | ---- | ---- | ---- | ---- | ---- | ---- |
| 375  | 382  | 367  | 320  | 308  | 287  | 264  | 264  | 228  |

| 1962 | 1968 | 1975 | 1982 | 1990 | 1999 | 2006 | 2007 | 2012 |
| ---- | ---- | ---- | ---- | ---- | ---- | ---- | ---- | ---- |
| 240  | 217  | 194  | 196  | 207  | 188  | 227  | 232  | 232  |

| 2017 | 2022 | - | - | - | - | - | - | - |
| ---- | ---- | - | - | - | - | - | - | - |
| 232  | 241  | - | - | - | - | - | - | - |

#### Pyramide des âges
En 2018, le taux de personnes d'un âge inférieur à 30 ans s'élève à 34,9 %, soit en dessous de la moyenne départementale (36,7 %). De même, le taux de personnes d'âge supérieur à 60 ans est de 20,3 % la même année, alors qu'il est de 24,9 % au niveau départemental.
En 2018, la commune comptait 120 hommes pour 115 femmes, soit un taux de 51,06 % d'hommes, largement supérieur au taux départemental (48,50 %).
Les pyramides des âges de la commune et du département s'établissent comme suit.
| Hommes | Classe d’âge | Femmes |
| ------ | ------------ | ------ |
| 0,8    | 90 ou +      | 0,9    |
| 5,9    | 75-89 ans    | 6,1    |
| 11,9   | 60-74 ans    | 14,9   |
| 27,1   | 45-59 ans    | 20,2   |
| 20,3   | 30-44 ans    | 21,9   |
| 13,6   | 15-29 ans    | 16,7   |
| 20,3   | 0-14 ans     | 19,3   |

| Hommes | Classe d’âge | Femmes |
| ------ | ------------ | ------ |
| 0,5    | 90 ou +      | 1,6    |
| 5,6    | 75-89 ans    | 8,9    |
| 16,7   | 60-74 ans    | 18,1   |
| 20,2   | 45-59 ans    | 19,2   |
| 18,9   | 30-44 ans    | 18,1   |
| 18,2   | 15-29 ans    | 16,2   |
| 19,9   | 0-14 ans     | 17,9   |

## Culture locale et patrimoine

### Lieux et monuments

#### Monument historique
L'église Saint-Martin : le clocher fait l'objet d'un classement au titre des monuments historiques depuis le 17 janvier 1920.

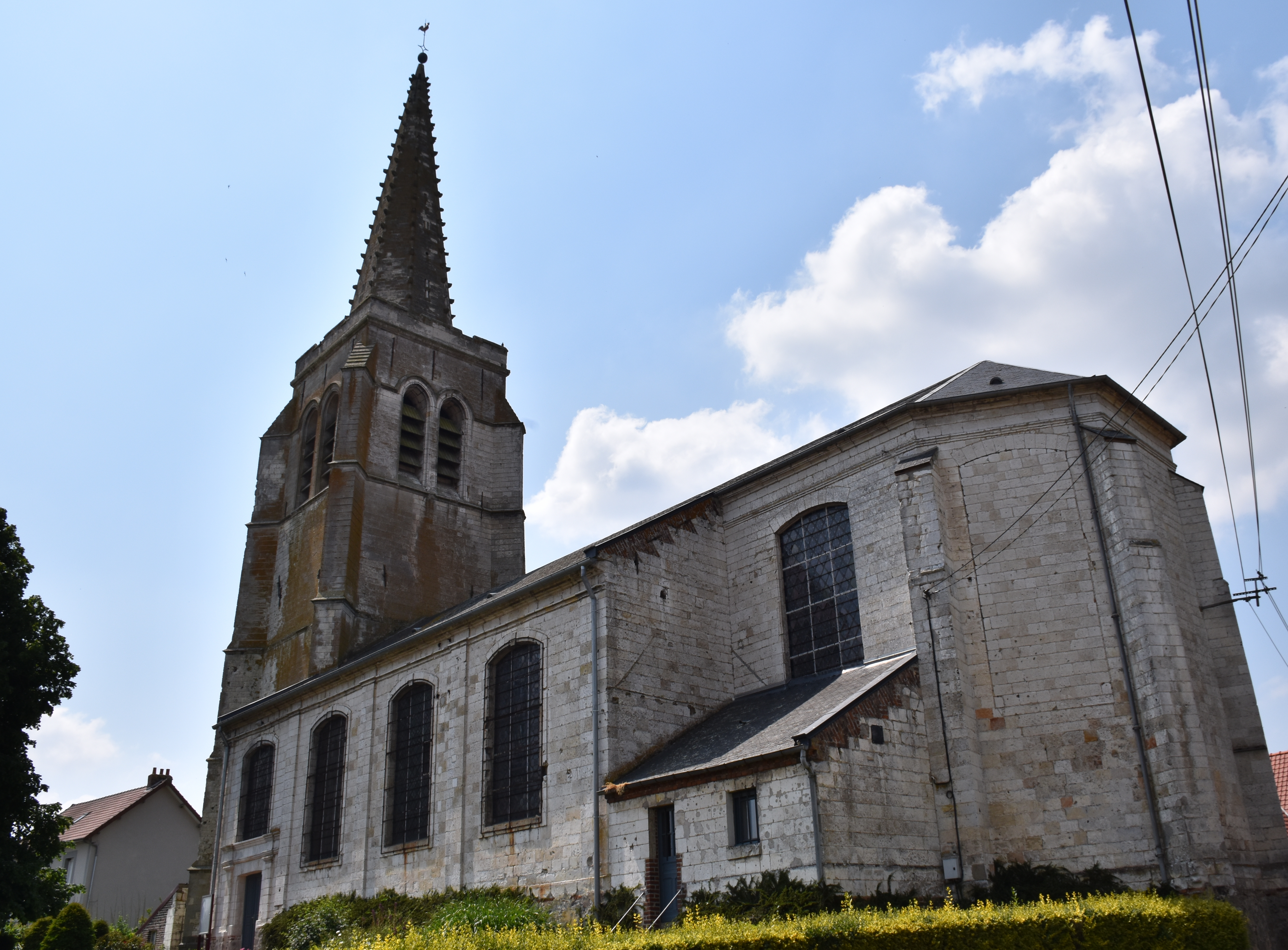
L'église.
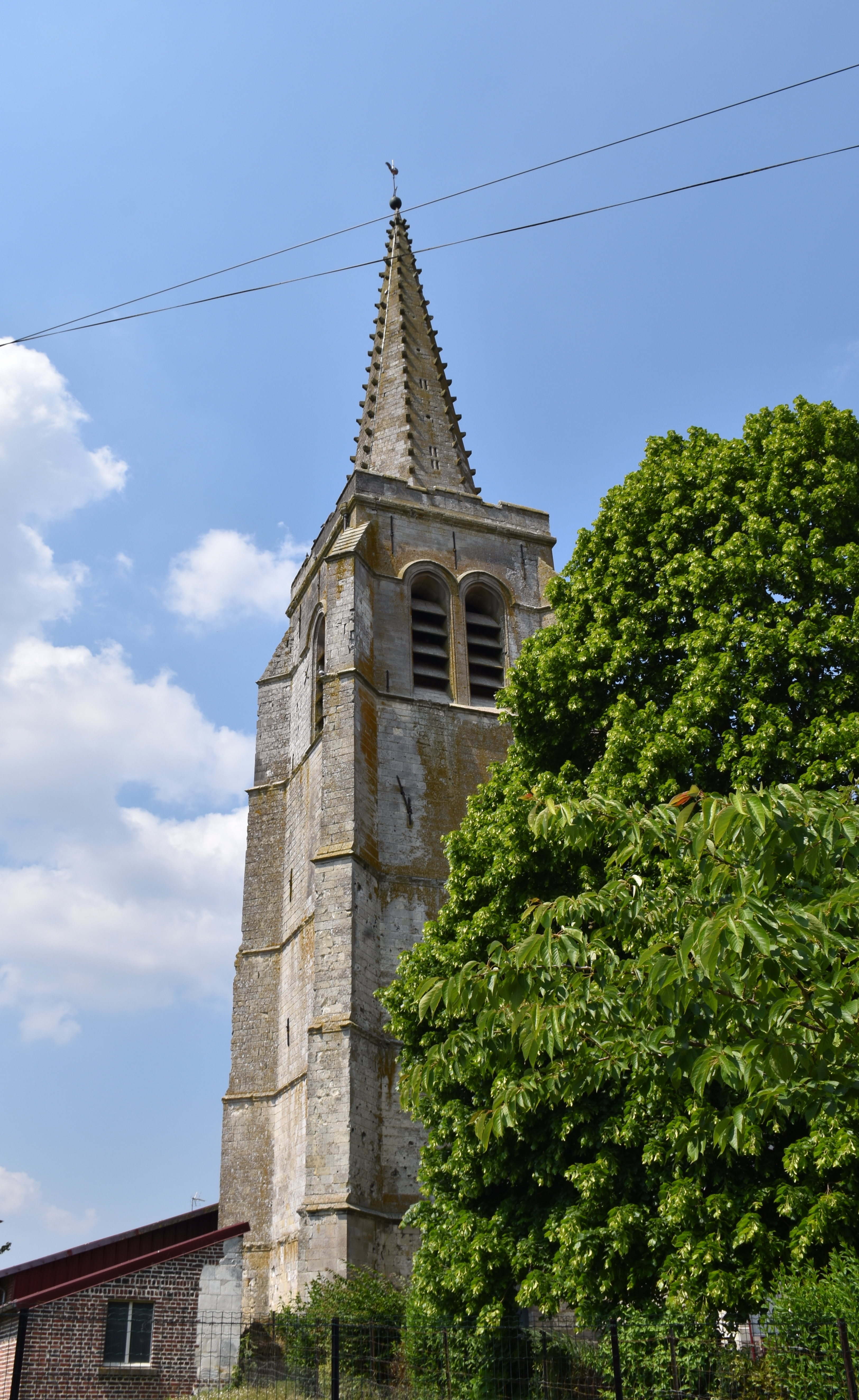
Le clocher du XVIe siècle classé monument historique.
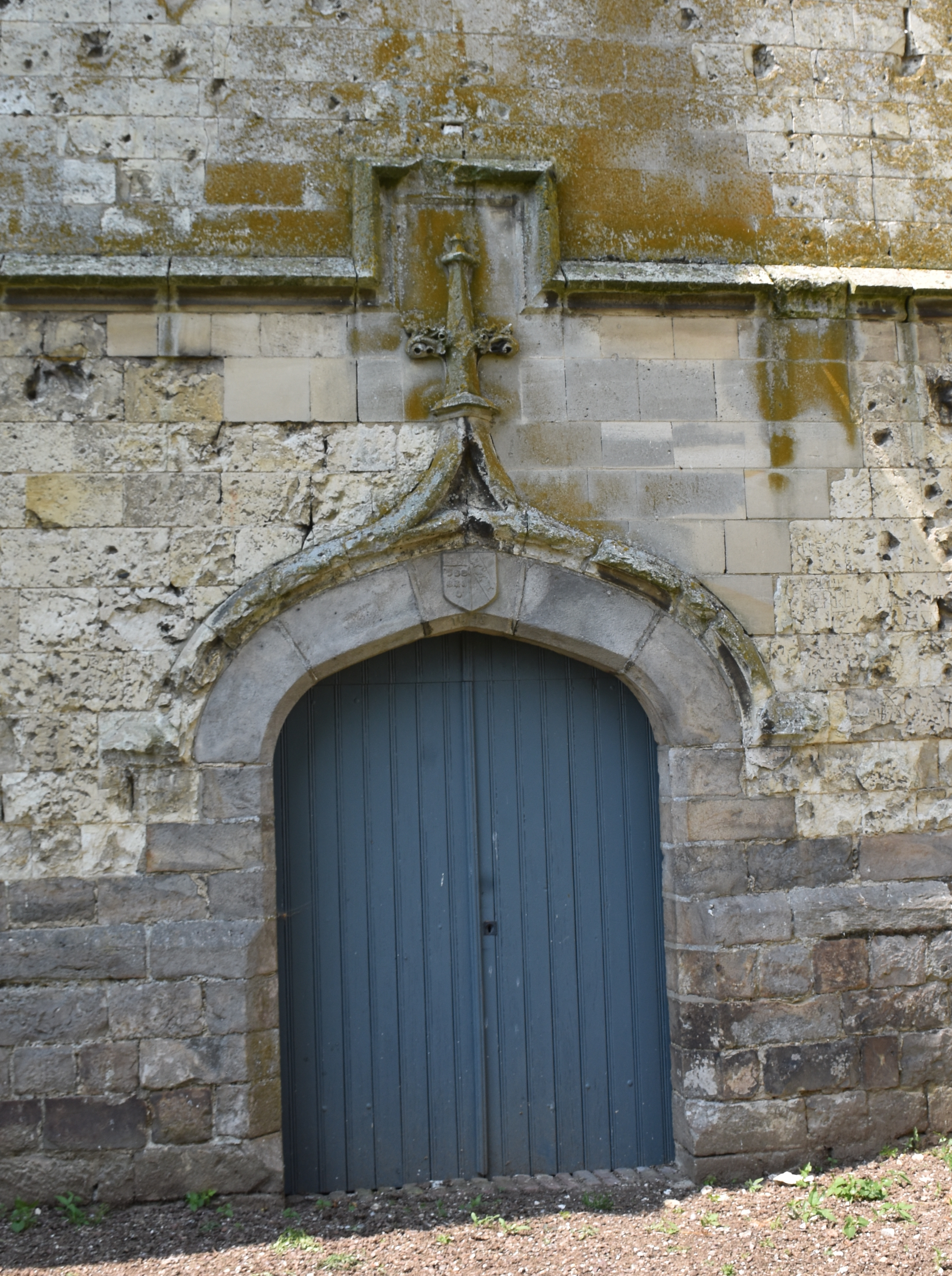
Le porche du clocher.
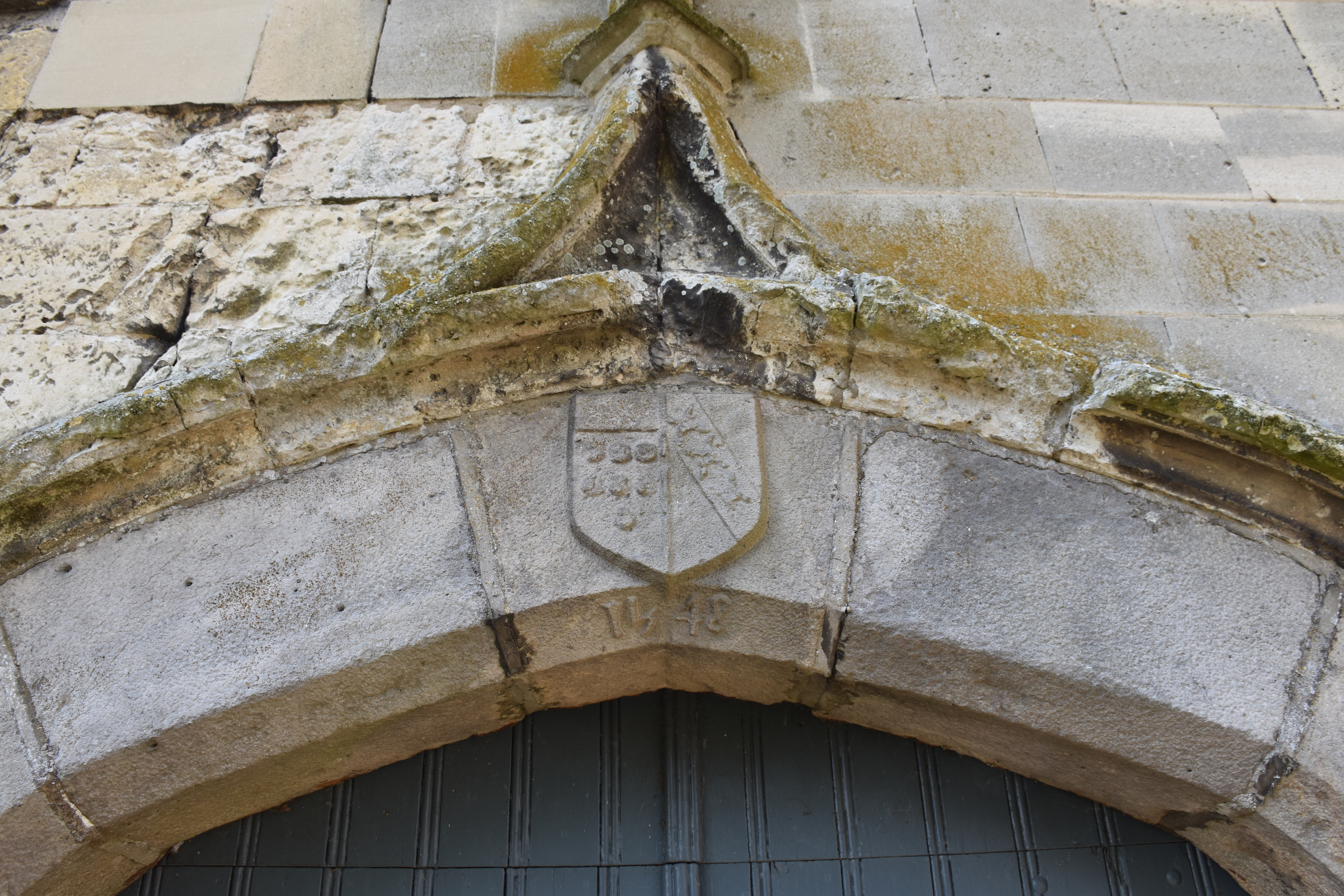
La clé de voûte du portail portant la date de 1548.
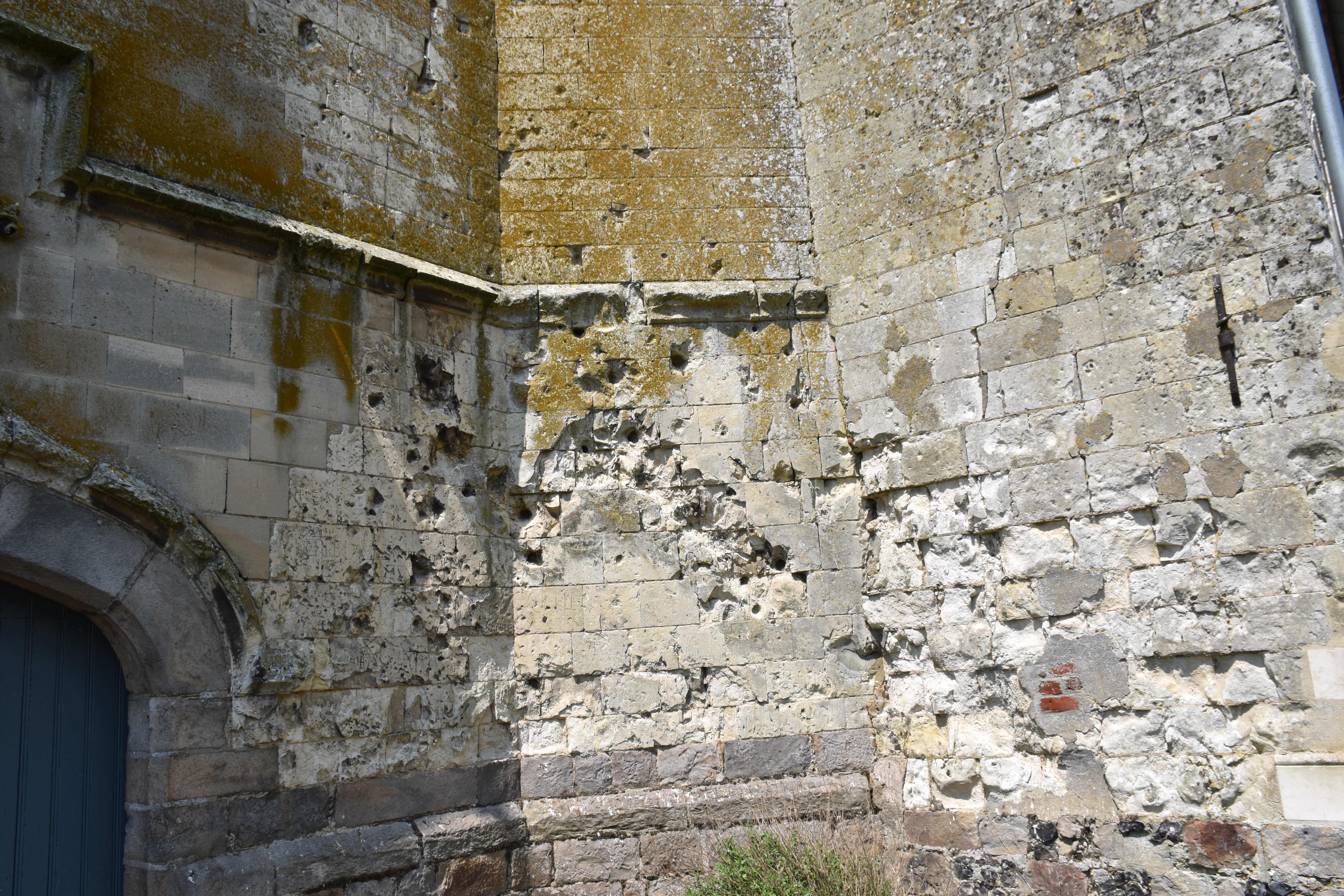
Les traces d'éclats d'obus de la Première Guerre mondiale sur la base du clocher.
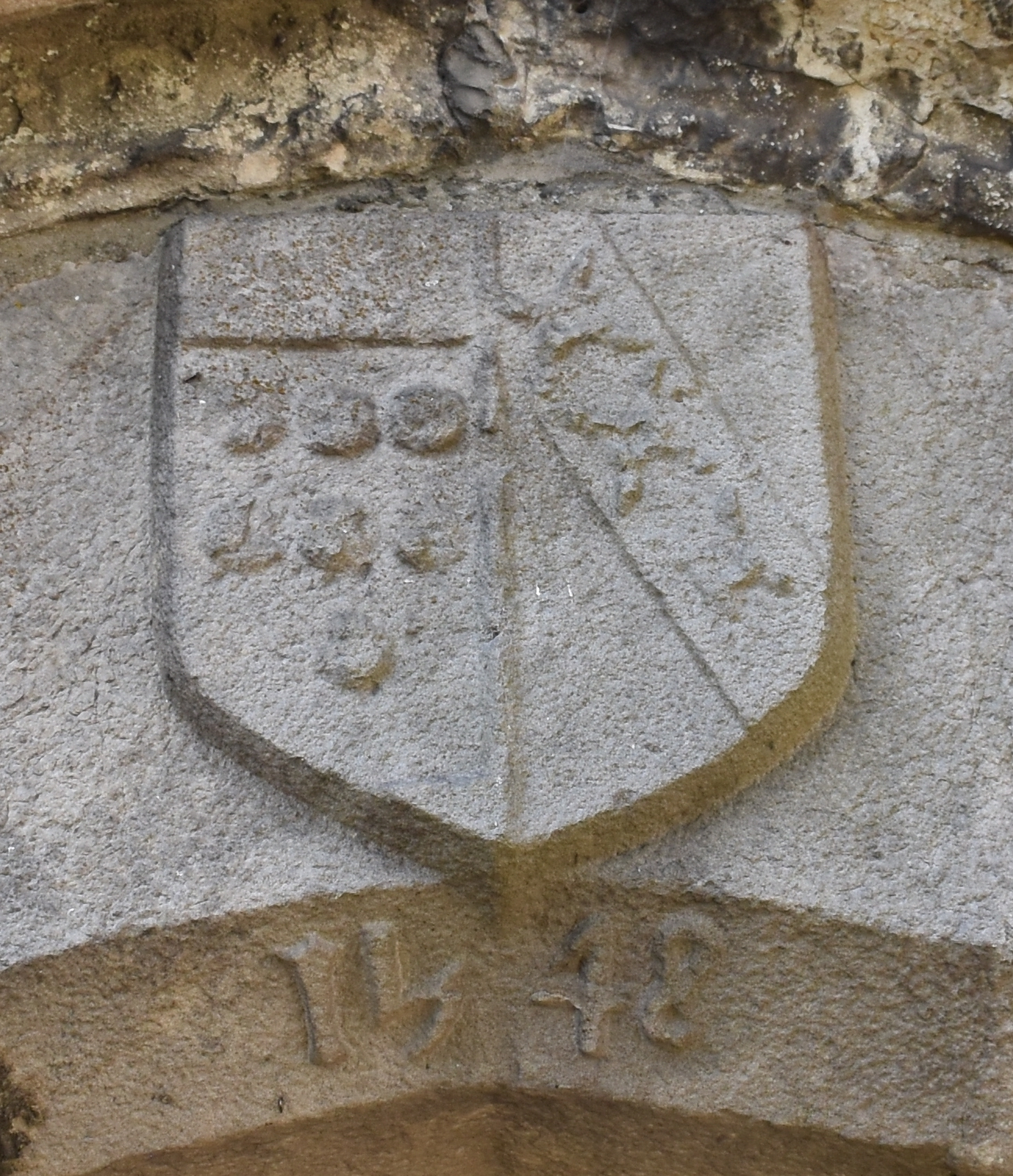
Le blason originel du XVIe siècle sur le porche de l'église avant l'adjonction du dessin moderne d'un pommier.

#### Autres lieux et monuments
- Le monument aux morts, surmonté d'une croix de guerre[35].
- La plaque apposée sur l'église rendant hommage à Armand Zégers, pilote belge abattu en 1944 au-dessus de la commune[36].

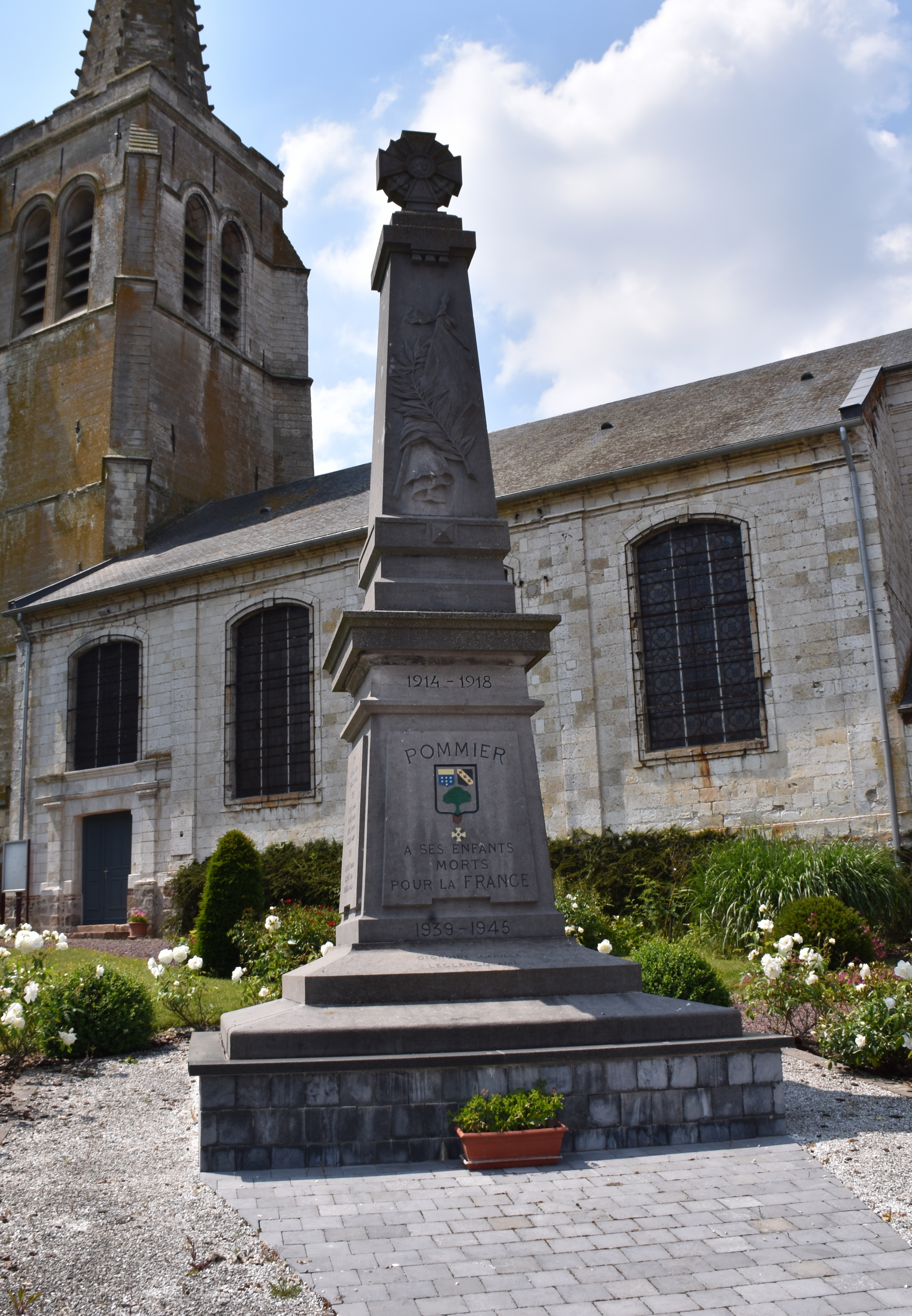
Le monument aux morts.
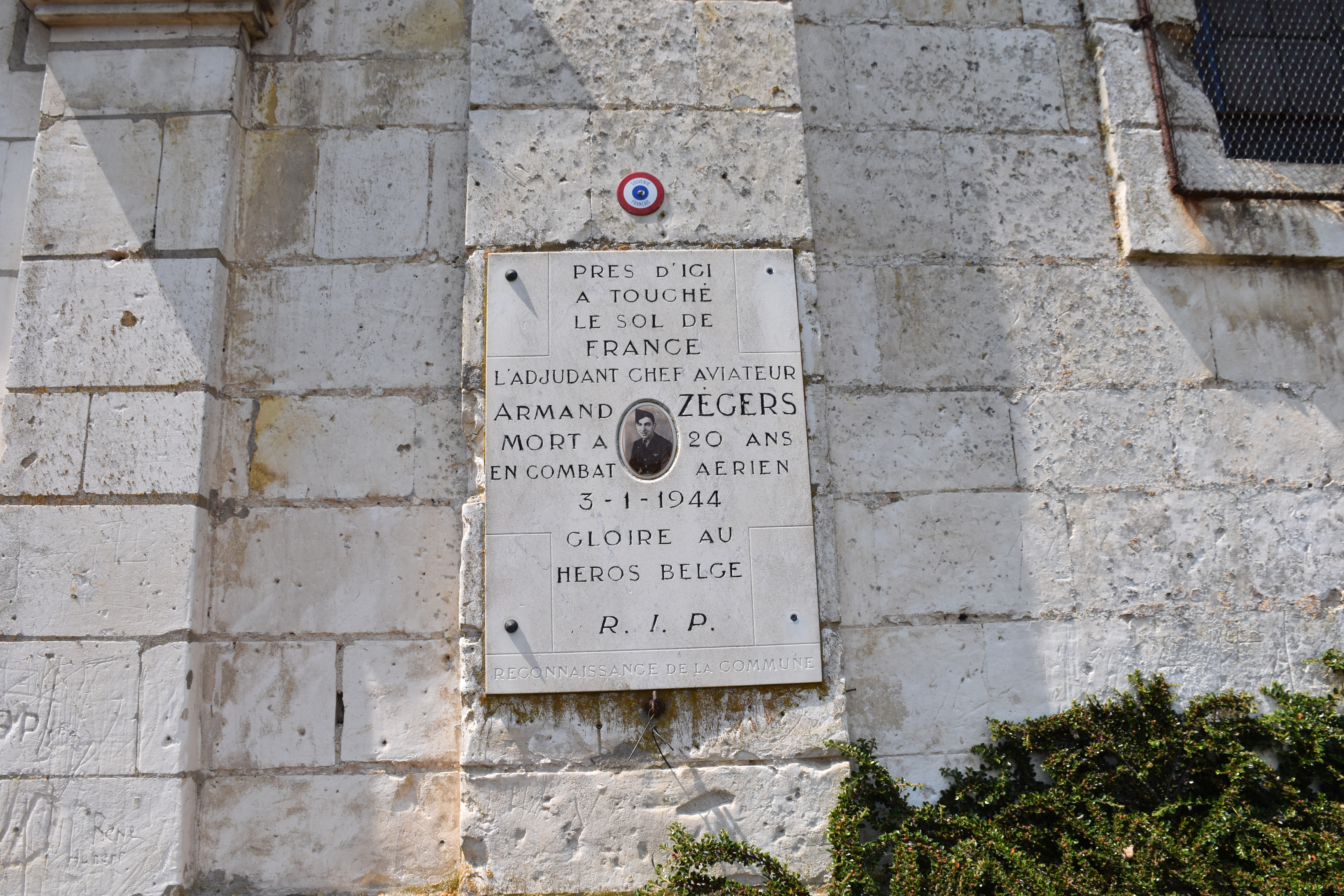
L'hommage à Armand Zégers.

### Héraldique
| Blason de Pommier | Blason  | D'argent au pommier arraché de sinople fruité de gueules; au chef parti au I d'azur à sept besants d’or ordonnés 3, 3, et 1 et au chef d’or, au II de sable à la bande d’or chargé de trois fers de moulin de gueules posés dans le sens de la bande. Ornements extérieursCroix de guerre 1914-1918 |
| Blason de Pommier | Détails | Le statut officiel du blason reste à déterminer. |

## Pour approfondir

#### Bases de données, dictionnaires et encyclopédies
- Ressources relatives à la géographie :   - Insee (communes)
  - Ldh/EHESS/Cassini
- Ressource relative à plusieurs domaines :   - Annuaire du service public français
- Notices d'autorité :   - VIAF
  - ISNI
  - BnF (données)
  - IdRef
  - LCCN
  - WorldCat